# Сонмох ямковий
Сонмох ямковий (Hypnum lacunosum) — вид мохів порядку гіпнобрієвих (Hypnales).

## Поширення
Ареал охоплює такі частини світу: Європа, Африка, Північна Америка, Південна Америка, Азія, Австралія, Нова Зеландія.
Він вважає за краще рости на вапнякових і силікатних скелях, кам'янистих або піщаних ґрунтах і вдруге заселяє стіни, солом'яні дахи та узбіччя доріг.

## Характеристика
Утворює міцні рослини від жовтувато-зеленого до золотисто-коричневого або червонувато-коричневого до темно-зеленого кольору. Стебла від лежачих до прямовисних і нерівномірно, спорадично розгалужені.

## Галерея

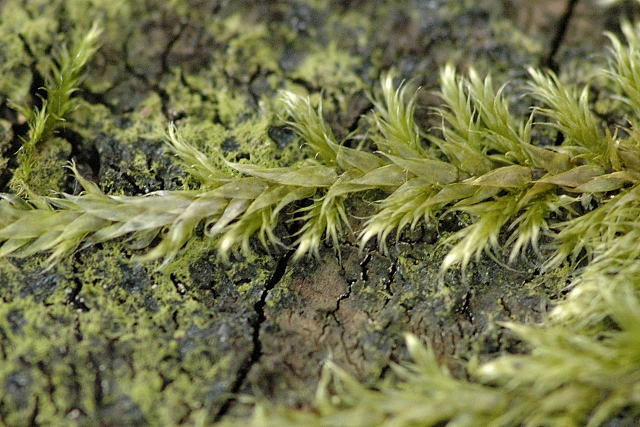
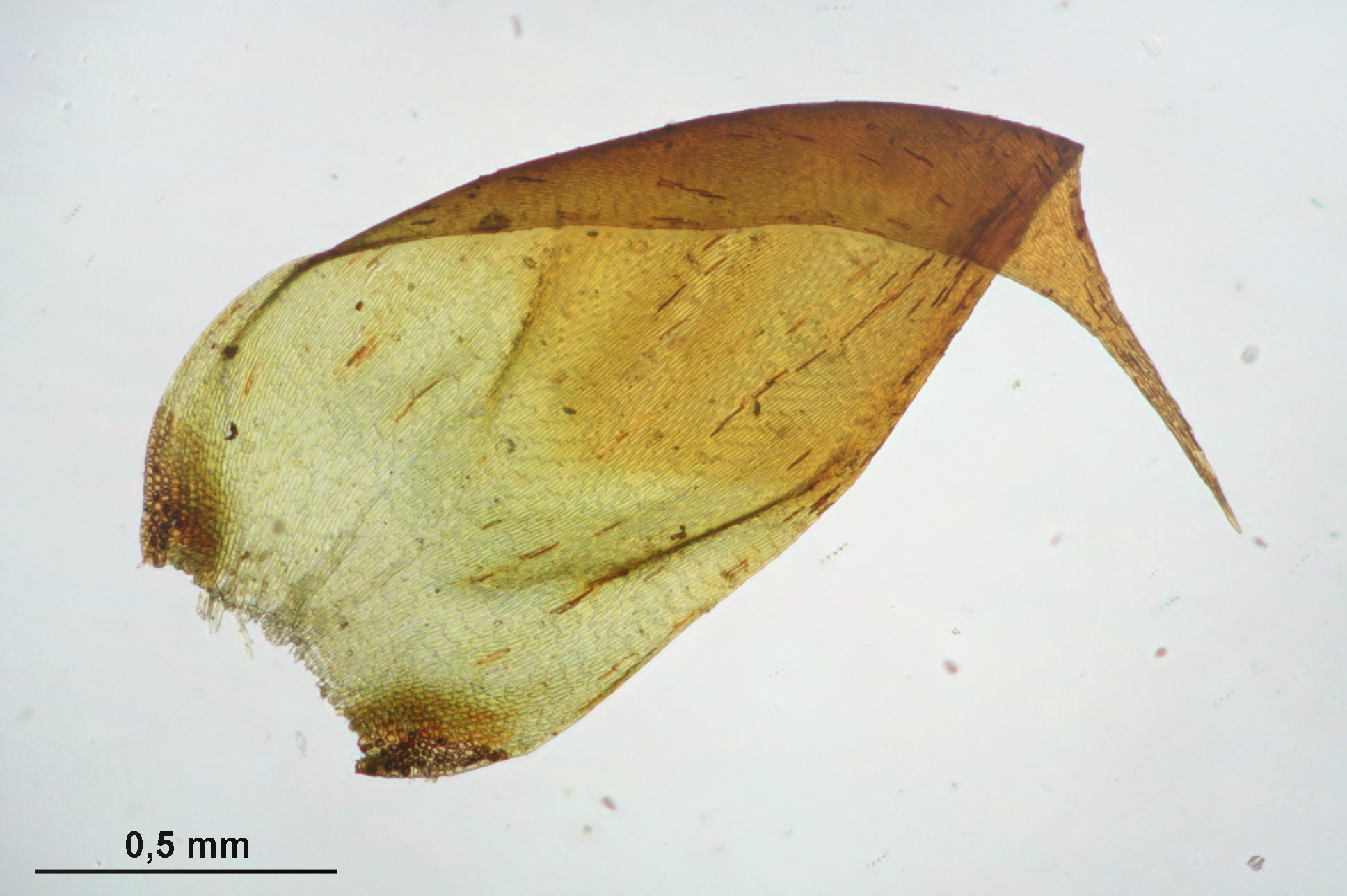